# Rinorea ternifolia
Rinorea ternifolia H.Perrier – gatunek roślin z rodziny fiołkowatych (Violaceae). Występuje endemicznie w zachodniej części Madagaskaru. 

## Morfologia
PokrójZimozielony krzew.
LiścieBlaszka liściowa ma owalnie lancetowaty kształt. Mierzy 2–4,7 cm długości oraz 0,6–2,4 cm szerokości, jest niemal całobrzega lub ząbkowana na brzegu, ma klinową nasadę i spiczasty wierzchołek. Ogonek liściowy jest nagi i ma 1–5 mm długości.
KwiatyZebrane w wierzchotkach wyrastających na szczytach pędów. Mają działki kielicha o owalnym kształcie i dorastające do 1–2 mm długości. Płatki są podługowato lancetowate, mają białą barwę oraz 5 mm długości.

## Biologia i ekologia
Rośnie w lasach oraz na terenach skalistych. 